# 氣候與轉型基金
氣候與轉型基金（德語：Klima- und Transformationsfond，簡稱KTF），是德國聯邦政府於2010年根據《氣候和轉型基金法》(KTFG)成立用於推動氣候保護與能源轉的專項基金。基金初步規劃在2024至2027年再投入2,118億歐元，覆蓋建築翻新、交通網路升級、推廣電動汽車，以及補助半導體廠來德國投資等經建計畫，以實現自2021年5月12日通過新《聯邦氣候保護法》的減碳目標。2025年3月，德國基督教民主聯盟、德國社會民主黨、聯盟90/綠黨三黨合作通過修訂「債務煞車」條款，并設立5,000億歐元的特別基金，其中1000億歐元將注資入氣候與轉型基金。